# Daughters of the Night
Daughters of the Night er en amerikansk stumfilm fra 1924 af Elmer Clifton.

## Medvirkende
- Orville Caldwell som Billy Roberts
- Alyce Mills som Betty Blair
- Phelps Decker som Doc Long
- Alice Chapin som Backer
- Warner Richmond som Kilmaster
- Bobbie Perkins som Eloise Dabb
- Clarice Vance som Mrs. Dabb
- Claude Cooper som Mr. Dabb
- Willard Robertson som Woodbury
- Charles Slattery som Dick Oliver
- Henry Sands som Jimmy Roberts